# Брошон
Брошон (фр. Brochon) насеље је и општина у источном делу централне Француске у региону Бургоња, у департману Златна обала која припада префектури Дижон.
По подацима из 2011. године у општини је живело 649 становника, а густина насељености је износила 87,0 становника/km². Општина се простире на површини од 7,46 km². Налази се на средњој надморској висини од 262 метара (максималној 546 m, а минималној 228 m).

## Демографија
| 1962. | 1968. | 1975. | 1982. | 1990. | 1999. | 2011. |
| ----- | ----- | ----- | ----- | ----- | ----- | ----- |
| 442   | 550   | 633   | 609   | 591   | 691   | 649   |

График промене броја становника у току последњих година